# Metropolitan Borough of Doncaster
Doncaster ist ein Metropolitan Borough im Metropolitan County South Yorkshire in England. Verwaltungssitz ist die gleichnamige Stadt Doncaster. Weitere bedeutende Orte im Borough sind Armthorpe, Auckley, Bessacarr, Conisborough, Edlington, Mexborough und Stainforth.
Die Reorganisation der Grenzen und der Kompetenzen der lokalen Behörden führte 1974 zur Bildung des Metropolitan Borough. Fusioniert wurden dabei der County Borough Doncaster, die Urban Districts Adwick le Street, Bentley with Arksey, Conisborough, Mexborough und Tickhill sowie die Rural Districts Doncaster und Thorne. Diese Gebietskörperschaften gehörten zuvor zur Grafschaft West Riding of Yorkshire. Von der Grafschaft Nottinghamshire hinzugefügt wurden einzelne Dörfer aus den Rural Districts East Retford und Worksop.
1986 wurde Doncaster faktisch eine Unitary Authority, als die Zentralregierung die übergeordnete Verwaltung von South Yorkshire auflöste. Doncaster blieb für zeremonielle Zwecke Teil von South Yorkshire, wie auch für einzelne übergeordnete Aufgaben wie Polizei, Feuerwehr und öffentlicher Verkehr.

## Politik
Der Metropolitan Borough Doncaster wird durch drei Abgeordnete im britischen Unterhaus vertreten, die gegenwärtig alle der Labour-Partei angehören. Den Wahlkreis Doncaster Central vertritt Rosie Winterton, den Wahlkreis Doncaster North vertritt Ed Miliband und den Wahlkreis Don Valley vertritt Caroline Flint.
Auf europäischer Ebene gehört Doncaster dem Wahlkreis Yorkshire and the Humber des Europäischen Parlaments an, der derzeit von sechs Abgeordneten vertreten wird.
Der Metropolitan Borough Doncaster ist eine von lediglich zwölf Städten im Vereinigten Königreich, die einen direkt gewählten Bürgermeister besitzen. Seit Mai 2013 ist dies Ros Jones von der Labour-Partei.

## Städtepartnerschaften
Doncaster unterhält Städtepartnerschaften mit
- Avion, Frankreich
- Dandong, VR China
- Doncaster, Australien
- Gleiwitz, Polen
- Wilmington, Vereinigte Staaten

Bis 2011 bestand auch eine Städtepartnerschaft mit dem deutschen Herten. Sie wurde von dem europafeindlichen Bürgermeister Peter Davies einseitig aufgekündigt mit den Worten „Ich kenne nur zwei Wörter auf Deutsch, aber die reichen völlig aus: Auf Wiedersehen!“.